# Dịch tả trâu bò châu Phi thập niên 1890

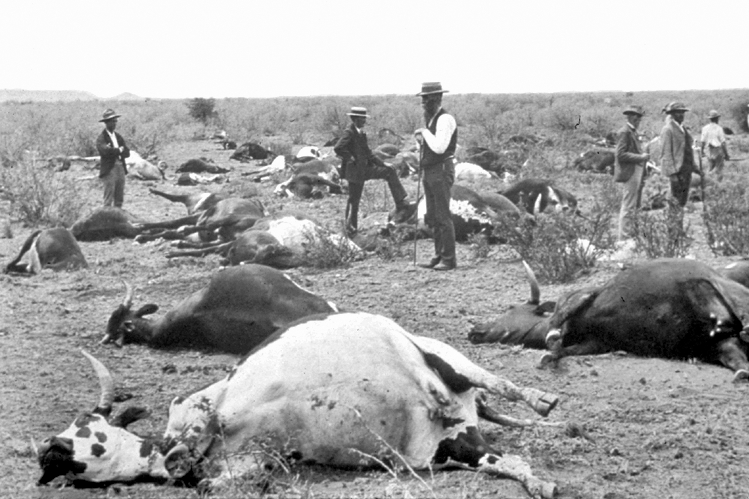
Gia súc chết vì dịch tả ở Nam Phi, 1896

Vào những năm 1890, một cơn sốt siêu vi gây bệnh tả ở trâu bò đã tấn công châu Phi, được coi là "dịch bệnh tàn khốc nhất tấn công miền nam châu Phi vào cuối thế kỷ XIX". Nó đã giết chết hơn 5,2 triệu gia súc ở phía nam Zambezi, cũng như bò, cừu, dê và các đàn trâu, hươu cao cổ và linh dương hoang dã. Điều này đã dẫn đến tình trạng đói khát dẫn đến cái chết của một phần ba dân số người Ethiopia và hai phần ba Người Maasai ở Tanzania.

## Lịch sử
Virus này được cho là đã lây truyền vào Eritrea vào năm 1887 bởi một đàn gia súc có nguồn gốc từ Ấn Độ do người Ý mang đến trong chiến dịch chống lại Somalia. Nó lan rộng khắp vùng Sừng châu Phi và vượt qua Zambezi vào tháng 3 năm 1896.